# Laoqiu
Laoqiu (老丘; 老坵; Lǎo Qiū) var en huvudstad under den kinesiska förhistoriska Xiadynastin. Kung Zhu flyttaden under sitt femte regentår huvudstaden från Yuan till Laoqiu.
Laoqiu låg nära dagens Kaifeng i Henanprovinsen norr om Chenliu (陈留镇). Möjliga identifiering av Laoqiu, baserat på källor och namn, är vid byn Guoduli (国都里村) dagens Duliang. Arkeologiska fynd visar att Guoduli ligger inom det som var Xiadynastins territorium. En alternativ tänkbar identifiering är den arkeologiska lokalen Huqiugang (虎丘岗) vid Wangchenzhai (王陈寨) nordost om Chenliu.
Laoqiu samexisterade delvis med Zhenxun och var då sekundär huvudstad.